# 21e armée (Union soviétique)
Pour les articles homonymes, voir 21e armée.
La 21e armée est une unité de l'Armée rouge durant la Grande Guerre patriotique.

## Historique opérationnel
Créée en mai 1941 à partir des forces du district de la Volga, elle fait partie du Front central lors des combats dans la région du Pripet, puis du front de Briansk dans la région de Belgorod, où elle participe à la contre offensive de l'hiver 1941-1942.
Elle est ensuite rattachée au front du sud ouest avec lequel elle participe à la seconde bataille de Kharkov.
À la dissolution du front du sud-ouest, à la suite des défaites soviétiques lors des phases initiales de l'opération Fall Blau elle est rattachée au front de Stalingrad. Lors de la bataille de Stalingrad, elle assure la couverture de la rive nord du Don et tient notamment les têtes de pont de Serafimovitch et Kletskaïa d'où partira l'opération Uranus : la contre offensive soviétique qui aboutira à l'encerclement de la 6e armée allemande.
Lors de l'opération Uranus la 21e armée participe avec le front du sud-ouest à la rupture du front de la 3e armée roumaine, puis à l'encerclement de Stalingrad. Elle est ensuite rattachée au front du Don pour l'opération koltso qui aboutit à la reconquête de la ville et à la capitulation de la 6. Armee.
Redéployée dans la région de Koursk au mois de mars 1943, la 21e armée participe à l'endiguement de la contre-offensive Manstein en jouant un rôle important dans la stabilisation du front au sud de la ville, ce qui lui vaut d'être promue au titre de 6e armée de la garde.
De juin à août 1944, elle participe à l'offensive Vyborg–Petrozavodsk contre l'armée finlandaise.

## Liste des commandants
- Vassili Gordov, jusqu'à la formation du front de Stalingrad dont il prend le commandement.
- Alexeï Danilov, de juillet au 1er novembre 1942
- Ivan Tchistiakov du 1er novembre 1942 à avril 1943
- Evgueni Petrovitch Jouravlev d'octobre 1944 à février 1944.